# North of the Rio Grande

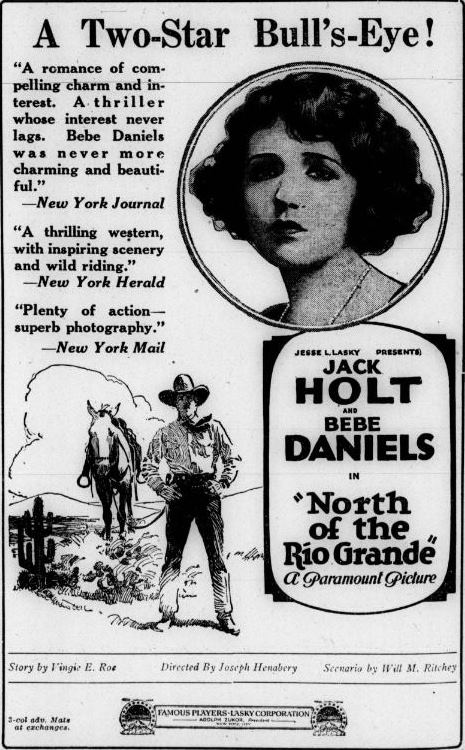
Anunci de la pel·lícula aparegut a la pàgina 42 de l'edició del 19 de maig de 1922 a la revista Variety.

North of the Rio Grande és una pel·lícula muda dirigida per Rollin S. Sturgeon i protagonitzada per Bebe Daniels i Jack Holt. La pel·lícula, basada en la novel·la “Val of Paradise” de Vingie E. Roe (1921), es va estrenar el 14 de maig de 1922. Es considera una pel·lícula perduda.

## Argument
Bob Haddington és el fill del coronel Haddington, un orgullós ranxer que posseeix dos cavalls de carreres magnífics. Un dia que el fill és absent liderant una partida per capturar uns lladres que assolen un assentament, un dels cavalls és robat i el seu pare és assassinat. Bob jura venjar-se i es converteix en Velantrie, el líder d'una banda que busca acabar amb els bandits. En arribar a una missió fa amistat amb el sacerdot, el pare Hillaire, i coneix a Val, la filla de John Hannon, un ric ranxer. Més tard, Bob és acusat de ser el temut "Black Rustler", però s'assabenta qui realment ho és, és Hannon i que és l'home que va matar el seu pare. Bob decideix marxar; però es troba Hannon, que ha estat ferit, i s'intercanvia amb ell. Hannon es confessa a Val i mor als seus braços; ella aconsegueix rescatar Bob quan està a punt de ser penjat.

## Repartiment
- Jack Holt (Bob Haddington)
- Bebe Daniels (Val Hannon)
- Charles Stanton Ogle (coronel Haddington, pare de Bob)
- Alec B. Francis (pare Hillaire)
- Will R. Walling (John Hannon, pare de Val)
- Jack Carlyle (Brideman, un jugador)
- Fred Huntley (Briston)
- Shannon Day (Lola Sanchez)
- Edythe Chapman (Belle Hannon)
- George Field (Paul Perez, bandoler)
- Westcott Clarke (Clendenning)
- W.B. Clarke (Glendenning)